# Pante Cermen
Pante Cermen is een bestuurslaag in het regentschap Pidie van de provincie Atjeh, Indonesië. Pante Cermen telt 186 inwoners (volkstelling 2010).